# Romagnano al Monte
Romagnano al Monte är en ort och kommun i provinsen Salerno i regionen Kampanien i Italien. Kommunen hade 375 invånare (2017).